# Boswellia dioscoridis
Boswellia dioscoridis är en tvåhjärtbladig växtart som beskrevs av Mats Thulin. Boswellia dioscoridis ingår i släktet Boswellia och familjen Burseraceae. Inga underarter finns listade i Catalogue of Life.